# One Drop
Pour l’article homonyme, voir One Drop (chanson).
La Fondation One DropMC est une organisation internationale à but non lucratif créée par Guy Laliberté, fondateur du Cirque du Soleil et de Lune Rouge, ayant comme vision un avenir durable avec un accès universel à l’eau potable. Notre mission est de rassembler les gens et de renforcer le pouvoir d’agir des communautés pour résoudre la crise de l’eau et du climat grâce à des actions innovantes et durables. 

## L'art social pour le changement de comportementMC
L'approche d'Art social pour le changement de comportementMC de One Drop exploite le pouvoir de l'art pour inspirer et susciter des changements positifs au sein des communautés. En intégrant l'expression créative aux messages sur l'eau, l'assainissement et l'hygiène (WASH), le programme encourage les individus à repenser leurs comportements d'une manière plus engageante et plus percutante. Grâce à des ateliers interactifs, des peintures murales communautaires, des spectacles et d'autres formes artistiques, One Drop favorise la prise de conscience et l'action en matière de conservation de l'eau, de pratiques sanitaires et de mode de vie durable. Cette approche permet non seulement de souligner l'importance des questions liées à l'eau, mais aussi de créer une plateforme de créativité collective, de renforcer les liens communautaires et de promouvoir un changement social durable. 

## Projets
La Fondation One Drop a mis en œuvre des projets dans un grand nombre de pays, dont le Canada, le Mexique, le Nicaragua, le Guatemala, le Paraguay, la Colombie, l'Inde, le Mali, le Malawi, le Burkina Faso, Madagascar, Haïti, le Salvador et le Honduras. Avec un engagement continu pour un impact global, la fondation étend constamment sa portée, avec de nouveaux projets pour poursuivre sa mission.

## Prix
- Note de 4 étoiles pour le rapport d'impact 2020, décerné par Charity Intelligence
- Prix de l'eau des Nations Unies pour les meilleures pratiques en 2015
- Top 10 des organisations philanthropiques internationales d'impact en 2019 et 2018, selon Charity Intelligence
- Prix de l'innovation de l'International Water Association

## Événements de collecte de fonds
La Fondation One Drop organise des événements de collecte de fonds à fort impact pour soutenir sa mission, qui est de fournir un accès à l'eau potable pour tous. Ces événements rassemblent des particuliers, des entreprises et des communautés, et permettent de collecter des fonds essentiels pour des solutions innovantes en matière d'eau et de climat. Grâce à des expériences uniques, telles que des dîners de gala, des marches caritatives et des partenariats de collaboration, One Drop favorise un sentiment d'unité et d'utilité. Les recettes de ces événements permettent à la fondation de poursuivre son travail de transformation, d'améliorer la vie des communautés vulnérables dans le monde entier et de faire progresser les solutions durables en matière d'eau.

## Poker
La fondation One Drop s'est impliquée dans le poker en s'associant aux World Series of Poker (WSOP) et au World Poker Tour (WPT) afin de collecter des fonds et de sensibiliser le public à ses initiatives liées à l'eau. Depuis 2012, la fondation organise le « Big One for One Drop », un tournoi de poker à enjeux élevés qui réunit des joueurs d'élite, des célébrités et des philanthropes. Cet événement a permis de récolter des millions de dollars pour les projets de One Drop visant à fournir un accès durable à l'eau potable aux communautés dans le besoin à travers le monde.
Outre le Big One for One Drop, la fondation a continué à participer à divers événements liés au poker, créant ainsi des opportunités de collecter des fonds et de diffuser son message sur la durabilité de l'eau.